# Arborispora
Arborispora är ett släkte av svampar. Arborispora ingår i divisionen sporsäcksvampar och riket svampar.